# 可凡倾听
《可凡倾听》是上海广播电视台纪实人文频道一档以“传播精英文化”为主旨的文化名人访谈类节目，主持人曹可凡是上海的电视综艺节目主持人，他負責與來訪嘉賓訪談。